# Museo delle porcellane
Le musée des porcelaines (museo delle porcellane) de Florence se trouve dans le « Casino del Cavaliere », l'un des points les plus élevés du jardin de Boboli au palais Pitti de Florence.
Bien que son ouverture ne date que de 1973, sa collection de porcelaine est très ancienne, avec des pièces offertes à des grands-ducs ou ayant été commandées par eux-mêmes. Cependant, le cœur de la collection provient principalement de la maison de Savoie à Florence, réunissant au palais Pitti les collections provenant des anciens états italiens, "héritées" lors de l'unification italienne du XIXe siècle (risorgimento), notamment celle du palais ducal de Parme.
Les pièces exposées proviennent des plus célèbres manufactures européennes, qui depuis le XVIIIe siècle ont pu égaler les techniques de ce matériau unique, jusqu'alors l’apanage des manufactures chinoises et japonaises.
Il y a beaucoup d’assiettes, de tasses, spécialement destinées à la nouvelle mode d’alors de prendre du café et du chocolat chaud, ainsi que de nombreuses théières, pots et figurines, toutes décorées avec de délicats motifs ornementaux de style surtout rococo et néoclassique.
Parmi les manufactures, on retrouve : la fabrique royale de Naples (Capodimonte), avec le Gruppo della scuola degli orsi et dix-huit statuettes du peuple napolitain ; la manufacture de Doccia du marquis Carlo Ginori, avec des œuvres du XVIIIe siècle ; les manufactures de Tournai, de Vincennes et de Paris (Dihl et Guerhard ; des porcelaines viennoises, en grande partie collectionnées par Ferdinand III de Toscane ; des porcelaines de la manufacture allemande de Meissen, comme un bol de sucre en forme de tortue et une théière en forme de poule.

## Galerie

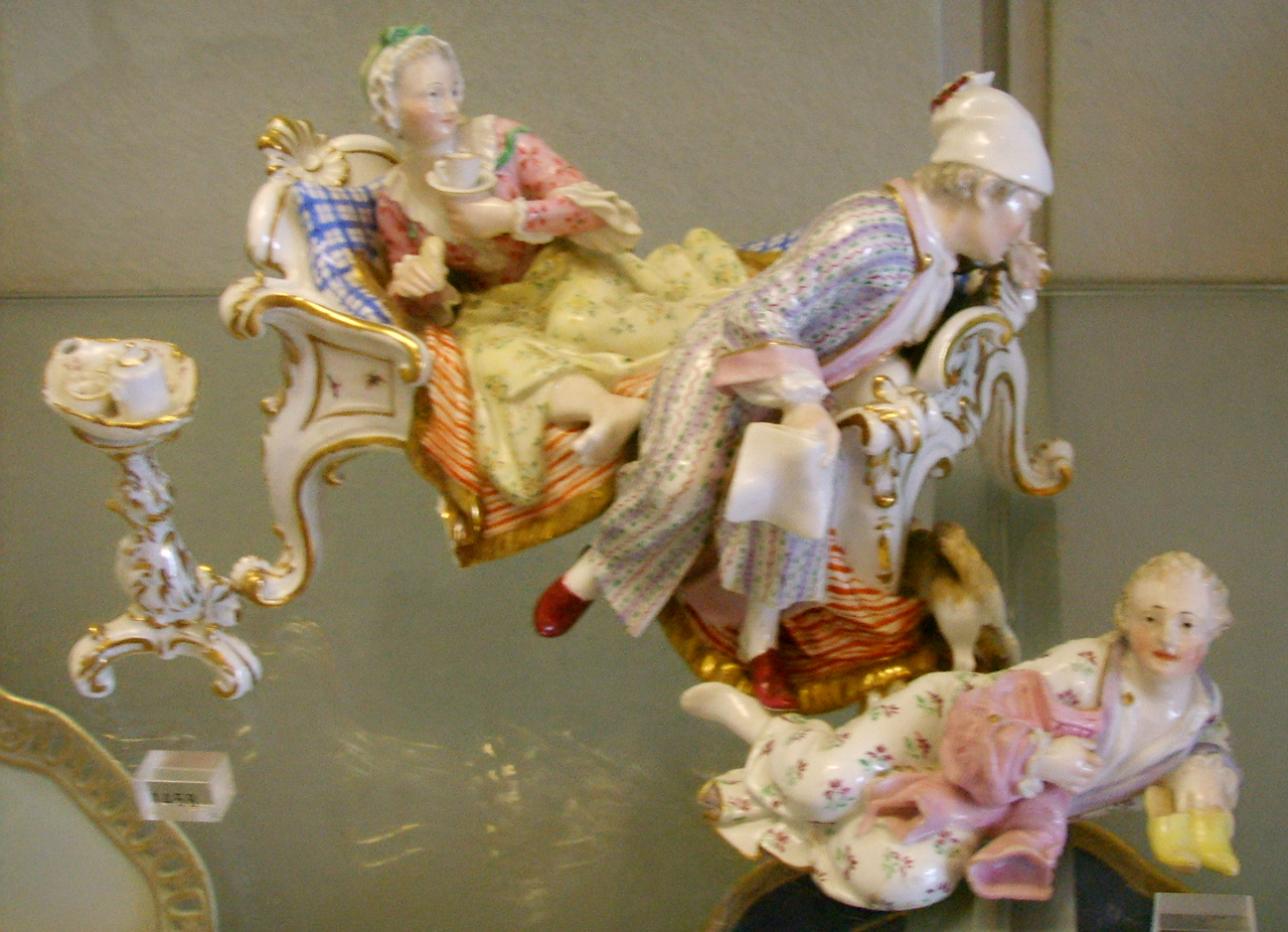
Statuettes d'origine allemande
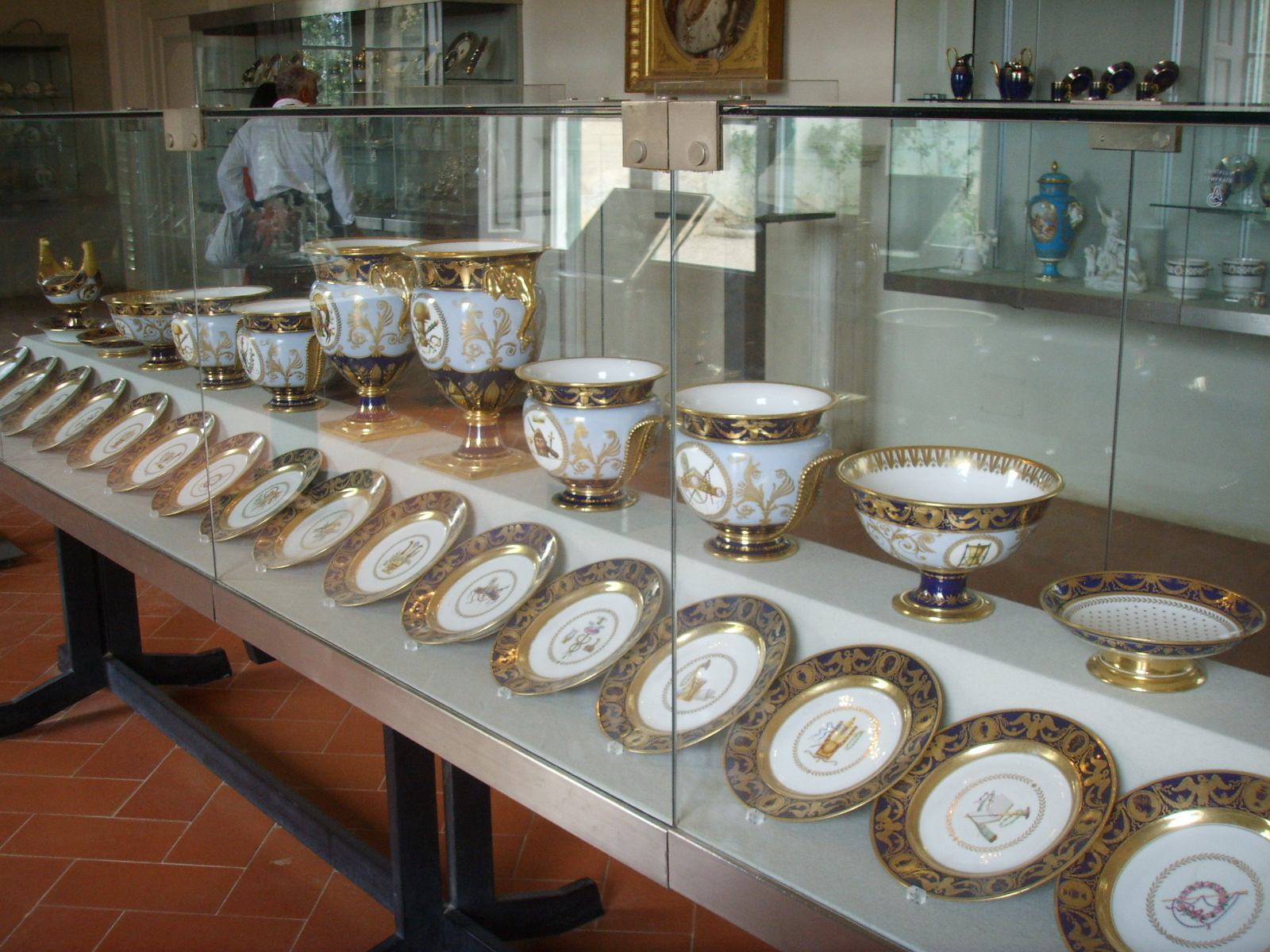
Service de Sèvres d’Elisa Baciocchi (1809-1810)
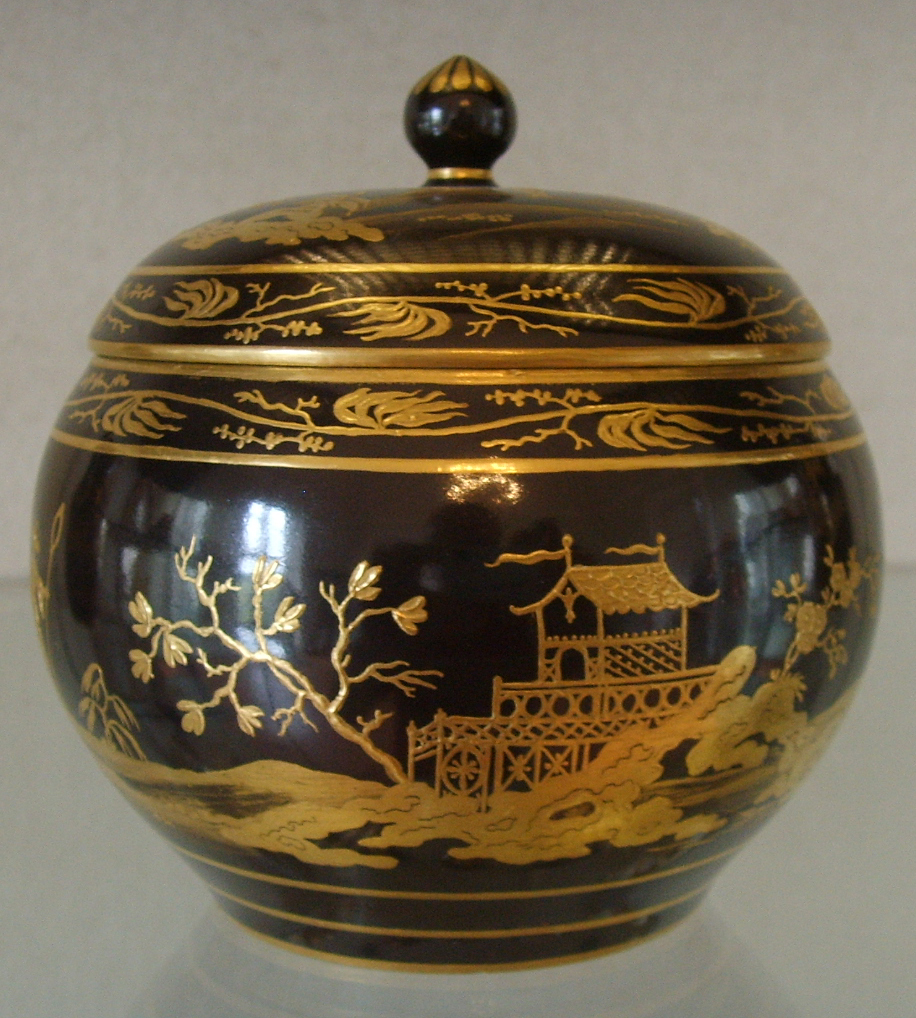
Sucrier viennois avec chinoiserie (1799)
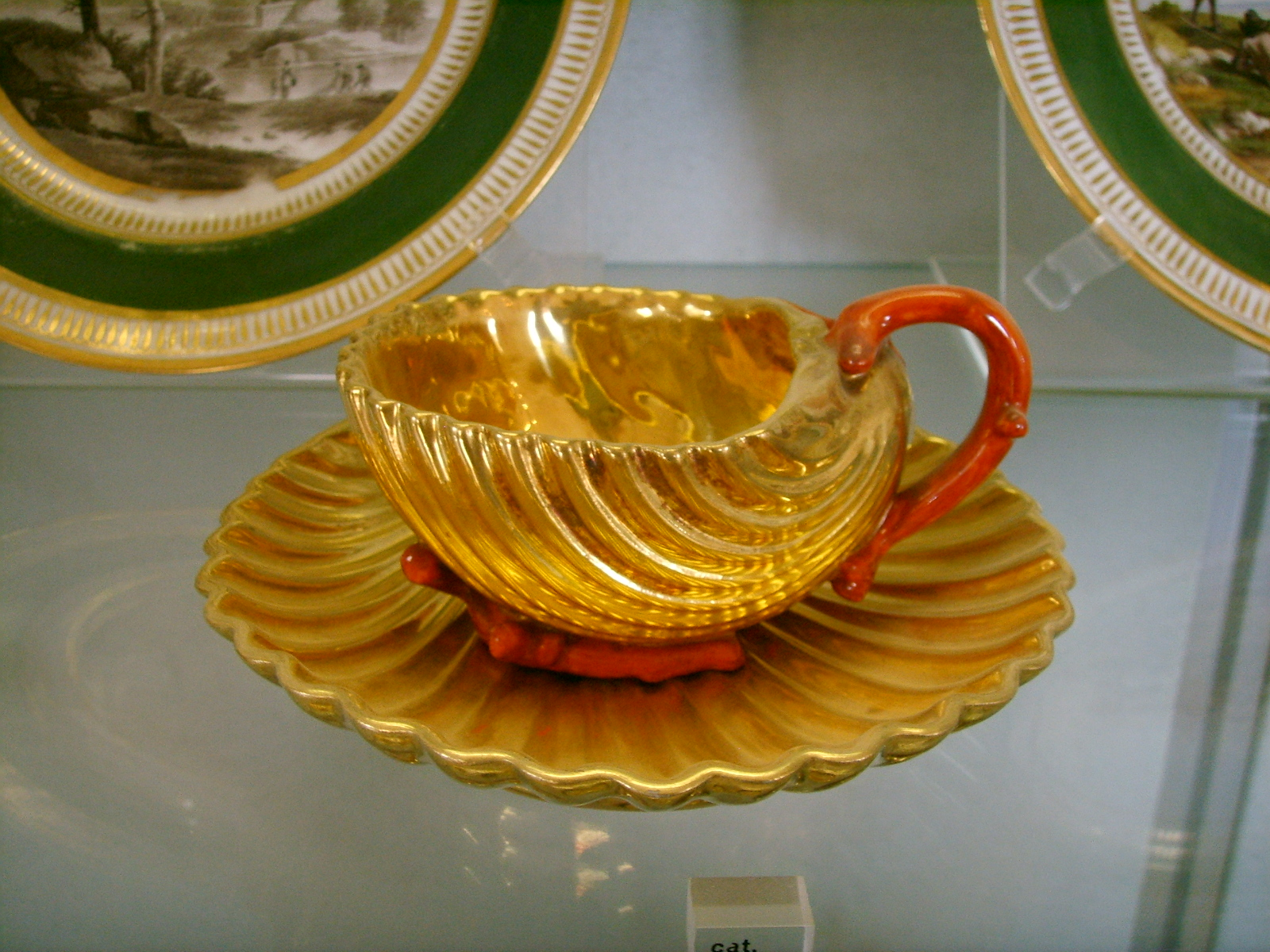
Tasse coquillage, Dihl et Guérhard, c. 1790

## Sources
- (it) Cet article est partiellement ou en totalité issu de l’article de Wikipédia en italien intitulé « Museo delle porcellane » (voir la liste des auteurs).